# 國立彰化高級中學
國立彰化高級中學（英語：National Changhua Senior High School，CHSH），簡稱彰化高中、彰化中學、彰中，舊稱省彰中，別稱華陽崗。前身為1942年成立的日治時期台中州立彰化中學校，2000年精省後改隸至今貌。

## 校史
彰化高中原名「臺中州立彰化中學校」，成立於1942年（昭和17年）4月27日，為四年一貫制，以臺籍學生為主，是臺中州公立中等學校。初借用彰化市旭公學校富田分校（現平和國民小學）教室上課。戰後，於1945年改名為「臺灣省立彰化中學」，旋改制為「三三制」的完全中學。1968年配合九年國民教育實施，逐年結束初中部，並於1970年改制為「臺灣省立彰化高級中學」。
1991年設立數學及自然科資賦優異班。1996年設立音樂班。1999年2月因精省，改隸中華民國教育部，改制為「國立彰化高級中學」。2004年設立語文資優班。2011年教育部核定與國立中興大學合作開辦科學班。

## 班級概況
普通班、數理資優班、語文資優班只收男生；音樂班、科學班男女兼收。
編班採常態分班。高一升高二時，將依據班群選擇重新編班，共分為三個班群。該校同一年級，以數字為班級名稱排序。一般來說，序號一班為語文資優班，接著班級數目由小到大分別為第一、第二及第三班群，序號十七班為科學班，序號十八及十九班為非正式核准之數理實驗班（實質能力分班，主攻物理科及化學科，再依個人興趣選擇是否選讀生物科），序號二十班為數理資優班，序號二十一班為音樂班。高一同一班級者，由姓氏筆劃排座號，且高一同班同學的學號為連號。
語文資優班及數理資優班一年級就確立，每班員額為30名，非獨立招生，須由已確定為彰中學生者方可經過國教署標準作業程序之資優鑑定方可進入；若有缺額時，高一升高二之際可依循國教署標準作業程序進行資優鑑定，通過後方可編入語文資優班或數理資優班。
數理實驗班僅限具有學籍者方可進入，因非教育部正式核准之實驗教育專班，僅需依校內自訂標準進行編班、汰換或換班。高一數理實驗班加入標準為資優教育鑑定排名在31名以後之學生，錄取名額原則上每班35名：升高二時，若就讀高一期間年級校排名低於標準或欲選擇人文社會學群者將離開此二班，原屬於其他普通班且欲選讀自然學科學程之學生如欲轉入數理實驗班，則須經過紙筆測驗篩選，達標準者（在汰換名額內之排名）方可轉入，而原本在數理實驗班但列入汰除名單者，如欲留在原班則需要一起參與同場比試。
科學班為依據實驗教育法成立之專班，以自然科學作為主要學習內容，招生員額依評鑑結果決定，數額在20～30之間，男女兼收。招生方式為獨立招生，因此原則上不得轉班，僅得在個案依法定程序並經國教署核准後才能轉班，且所餘空缺並不開放校內外學生轉入。
音樂班需經過國教署指導之當年度升高中中區音樂班聯合招生甄試方可進入，不開放其他班別學生轉入，名額30。因音樂班入學方式類似獨立招生，因此原則上不得轉班，僅得在個案依法定程序並經國教署核准後才能轉班，且所餘空缺並不開放校內外學生轉入。

### 校際交流與合作
2012年與國立彰化女子高級中學、國立彰化師範大學簽署策略聯盟合作備忘錄，三校師生可共享一些資源。2018年與國立中山大學、高雄醫學大學（攻頂大學聯盟）締結高中策略聯盟關係。

### 國際交流活動
教育部指定彰化高中為「增進高級中等學校學生國際視野標竿學校」，為臺灣高中國際教育推展的前瞻標竿。

## 校園環境
設於彰化縣彰化市上華陽崗的彰化高中，是彰化市海拔高度第三高的學校（第一、第二分別為彰化藝術高中和彰化高商），視野遼闊，從學校校舍的窗戶可以遠眺彰化市地標八卦山大佛。與彰化高商僅有一牆之隔，所以據說彰中的資源回收場內曾有通道連接彰化高商，與國立彰化師範大學寶山校區、南郭國小、建國科技大學等也十分接近，形成一個文教區。

### 校園建築
- 明德樓：

　　明德樓牆上五隻蝸牛，是多年前房價問題造成眾多無殼蝸牛上街遊行時，由賴守仁所做。民國80年以前就被時任校長曾勘仁買下貼上，大樓側階旁有日治時期昭和19年（1944年）留下的石碑，題字者為時任臺灣總督長谷川清。
- 雨賢館：

　　1996年落成啟用，共兩層樓，可容納800多人，其名稱為紀念著名的本土音樂家鄧雨賢，也是臺灣高中首創以本土音樂家為名的表演廳。雨賢館經常作為彰中音樂班學生成果發表、晚會活動及其他藝文活動的舉辦場地。
- 日式舊宿舍群：原為日治時代大和國民學校教職員宿舍，1946年彰化中學遷校至此，更名臺灣省立彰化中學，舊宿舍仍作校舍使用。彰中日式舊宿舍群曾為「台灣文史國寶」洪敏麟居住，亦多次出現於校內刊物及學生作品中。2015年國有財產署來函欲將低度使用的舊宿舍群收回，學校遂提出「綜合體育館興建計畫」，並於2016年獲教育部核定補助一億兩千萬元，意圖拆除舊宿舍群，興建多功能體育館，同年六月文史工作者陳婉真發表專文批評校方此一計畫，質疑該宿舍群仍有活化的可能性。[4]2017年五月，彰化縣文化局依法對校方五十年以上公有建築進行評估，六月在校生與校友提報舊宿舍群為文化資產，並於八月初列為暫定古蹟(期限至2018年2月10日)，彰中日式宿舍群保存運動正式展開。其間校方為匯聚各方意見舉辦「座談會」，卻誤用負責審查單位的「公聽會」名義，而與會資格也僅限制於校友與校內師生而備受爭議。[5]此外，爲引起社會關注，校內學生亦多次發起打掃活動[6]並撰文投稿。[7]，同年12月公視節目針對此一議題製作專題。[8]2018年5月15日彰化縣文化局再次到彰中進行文資審議現勘，並預定於5月25日舉行文化資產審議會。審議會前一週，彰中校方以社區清潔名義，私自雇用清潔公司移除校長宿舍前雜草與部分建材，再次引起外界輿論。文化資產審議會舉行當日，一名保存方的學生家長投書刊登於報紙[9]。文化資產審議會討論過後，最後決定將華陽街25巷1、2號及華陽街21、23號及華陽街27、29號登錄為歷史建築（原本提報四棟，結果僅登錄三棟），華陽街16巷2號（校長宿舍）指定縣定古蹟。目前校方禁止學生及民眾出入該舊宿舍群，並因無力維護任其腐壞。[10]
- 防空洞群：

　　最早建於日治時期，主要位在校園南邊鄰中興路處與東邊鄰彰化高商處。前者屬大型防空洞，今以柵欄密封；後者屬小型防空洞約百米長，內設長型水泥凳，亦以柵欄與校園阻隔。由於彰化高中現址原為大和國民學校所在地，故此防空洞群應為當時學生躲避空襲用。

## 歷任校長
日治時期校長均為日籍，首任內藤理八於1942年到任，次任大谷恒郎於1944年到任。戰後由漢人接任校長，第三任王宗淵於1945年到任。校長，列出其姓名及到任年份如下：
| 任次 | 名字          | 到任期間 | 備註                   |
| ---- | ------------- | -------- | ---------------------- |
| 1    | 內膝里八 先生 | 1942年   |                        |
| 2    | 大谷恒郎 先生 | 1944年   |                        |
| 3    | 王宗淵        | 1945年   |                        |
| 4    | 馬識途        | 1946年   |                        |
| 5    | 陳榆生        | 1946年   |                        |
| 6    | 翁慨          | 1947年   |                        |
| 7    | 張明文        | 1965年   |                        |
| 8    | 關中          | 1967年   |                        |
| 9    | 張宗林        | 1977年   |                        |
| 10   | 陳繼統        | 1983年   |                        |
| 11   | 曾勘仁        | 1987年   |                        |
| 12   | 沈征帆        | 1997年   |                        |
| 13   | 杜貴欉        | 2003年   |                        |
| 14   | 吳文宗        | 2011年   | 首任校友擔任本校校長者 |
| 15   | 王延煌        | 2018年   |                        |

## 外部連結
- 國立彰化高級中學（页面存档备份，存于）
- 彰中校歌/彰中進行曲（页面存档备份，存于）